# Poecilia waiapi
Poecilia waiapi is een straalvinnige vissensoort uit de familie van de levendbarende tandkarpers (Poeciliidae). De wetenschappelijke naam van de soort is voor het eerst geldig gepubliceerd in 2012 door Bragança, Costa & Gama.